# 132329 Tomandert
132329 Tomandert este o planetă minoră (asteroid), cu un diametru de 4,073 km, din centura de asteroizi. A fost descoperită pe 7 aprilie 2002 la Observatorio de Cerro Tololo⁠(d) de Marc Buie⁠(d). 
Obiectul prezintă o orbită caracterizată de o semiaxă mare de 2,7744436624762 UAi, o excentricitate de 0,17383834726743, o înclinație de 0,84780795712787 ° în raport cu ecliptica.